# フィリップ島 (ノーフォーク島)

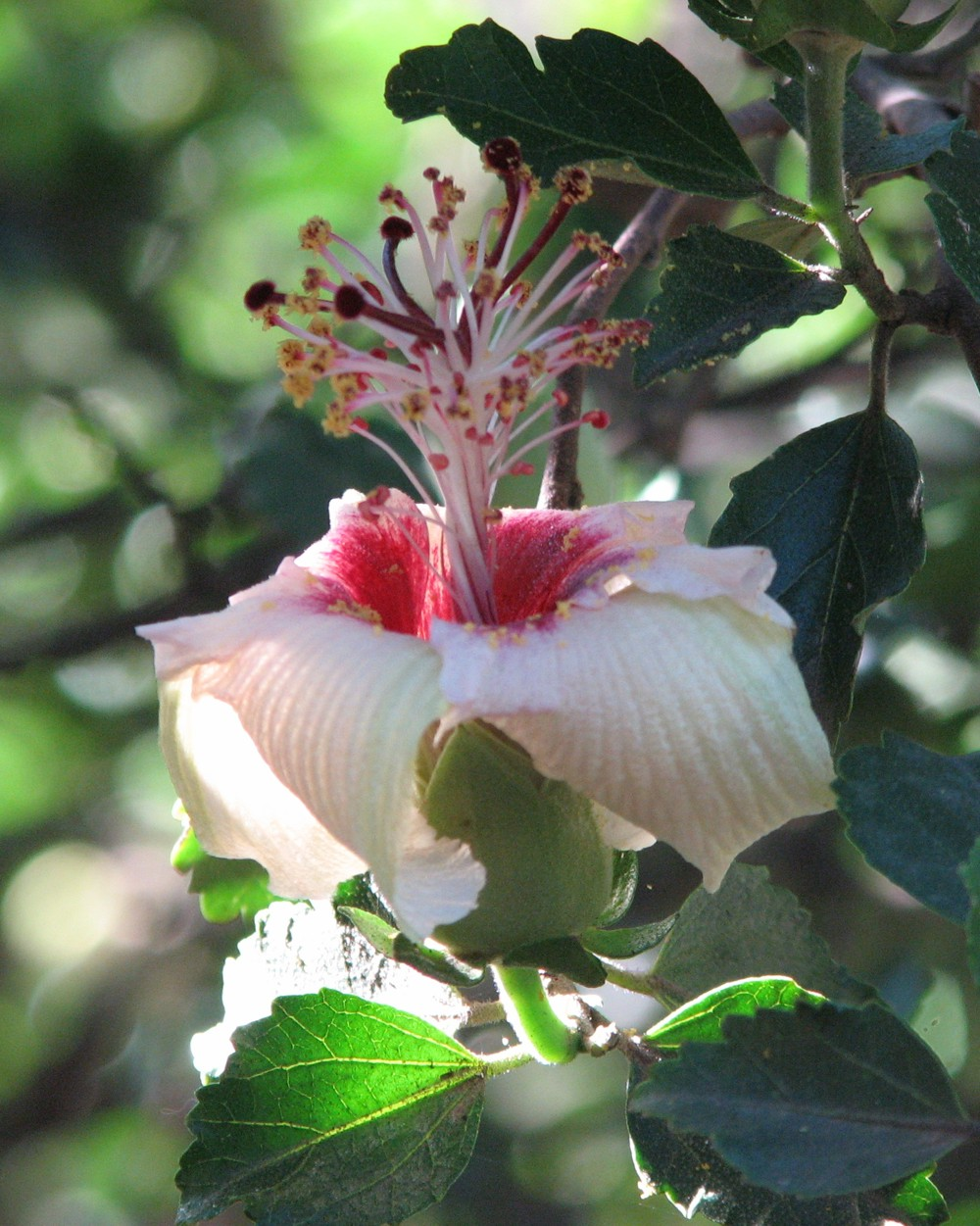
フィリップ島固有種、Hibiscus insularis。

フィリップ島（Philip Island）は、南太平洋のオーストラリア領ノーフォーク島に属する無人の小島である。

## 概要
ノーフォーク島の南に位置する、面積1.90km2の無人島である。火山活動により誕生した石灰岩の島で最高地点は海抜280m。
島の名は1788年にノーフォーク島に入植したフィリップ・ギドリー・キング中尉の名に因む。
元々、豊かな自然に恵まれた島だったが、かつてノーフォーク島の入植者が来島し、食料やスポーツなどの目的でヤギ、ブタ、ウサギなどを島に放ったため、生態系が乱れ、豊かな動植物の多くは失われてしまった。島の大半は不毛の荒地と化した。
ヤギとブタは20世紀に入って駆除されたが、ウサギは1988年までは駆除されなかった。島を保護する動きがあり、フィリップ島は1996年にノーフォーク島国立公園の一部となった。現在、島の自然保護に力が入れられつつある。海鳥や昆虫、ハイビスカスなど60種の植物が、現在でも島に生き残っている。